# China Railways HXD3B
A China Railways HXD3B egy kínai 25 kV 50 Hz váltakozó áramú, Co'Co' tengelyelrendezésű tehervonati villamosmozdony-sorozat. A China Railways üzemelteti. 2008-tól összesen 500 db készül belőle a Bombardier Transportation és a Daliani Mozdonygyár gyáraiban.